# Trnávka (Pardubicei járás)
Trnávka település Csehországban, a Pardubicei járásban. Trnávka Selmice, Řečany nad Labem, Chvaletice, Kladruby nad Labem és Zdechovice településekkel határos. Lakosainak száma 220 fő (2024. január 1.).

## Népesség
A település lakosságának változását az alábbi diagram mutatja:
| Lakosok száma | 437  | 418  | 431  | 455  | 265  | 208  | 232  | 229  | 208  | 220  |
|               | 1869 | 1890 | 1921 | 1950 | 1980 | 2001 | 2017 | 2019 | 2022 | 2024 |